# Satyrium esculi
Satyrium esculi es una especie de insecto lepidóptero de la familia Lycaenidae, subfamilia Theclinae y género Satyrium.

## Denominación
Satyrium esculi fue descubierta por Jakob Hübner en 1804.
Sinónimo: Thecla esculi Hübner, 1804.

## Descripción
Es una pequeña mariposa con la parte superior de color marrón, con una cola en las alas posteriores, y la hembra posee una discreta marca color cobrizo en las alas anteriores. En la hembra de Satyrium esculi f. powelli y de Satyrium esculi f. ilioides el ala anterior es cobre bordeado de marrón y el ala posterior posee una línea submarginale de manchas color naranja.

## Biología
Las orugas son atendidas por las hormigas Crematogaster cruentatus

### Periodo de vuelo y hibernación
Voltinismo - Vuela en una generación entre mayo y agosto, dependiendo de su latitud.

## Plantas hospederas
Sus plantas huéspedes son Quercus (Quercus ilex y Quercus coccifera).

## Ecología y distribución
Está presente en África de Norte (Túnez, Argelia y Marruecos), en la península ibérica (España, excepto el noroeste, y Portugal), en el sur de Francia y en las islas Baleares, en Ibiza y Mallorca.

### Biotopo
Es un lepidóptero que habita entre maleza con flores y bosques caducifolios o mixtos. 

### Amparo
No tiene nivel de protección a nivel nacional.